# Elektroszmog
Az elektroszmog az elektromos jelenségek, berendezések által kibocsátott elektromágneses sugárzás, mágneses terek, rádiófrekvenciás sugárzások, melyek a szervezetet elérő terhelésként is jelentkeznek. A szmoghoz hasonlóan – egy szennyezési formának tartjuk, ami ellen védekezni kell. Forrása lehet természetes, vagy mesterséges, pl. a vihar, a Nap, a Föld mágneses tere, a csillagok, míg a mesterséges elektromágneses sugárzást az elektromos berendezések, hírközlés eszközei, elektromos vezetékek, váltóáramforrások bocsájtják ki.

## Élettani hatása
Az elektromos berendezések okozta sugárzás nem ionizáló sugárzás, vagyis nem képes az atomokat ionizálni és kémiai kötéseket felbontani. Az ilyen sugárzások legjelentősebb élettani hatása a dielektromos fűtés (ezen az elven működik például a mikrohullámú sütő), ami azonban néhány ipari alkalmazást leszámítva az elektromos berendezéseknél nem jelentős. Egy mikrohullámú sütő használatánál pl. nem szabad az ajtajához közel tartózkodni, odahajolva belenézni. Attól függően, hogy milyen frekvenciájú elektromos sugárzás, elektroszmog éri a szervezetet, bekövetkezhet a testhőmérséklet emelkedése.
A gyenge elektromágneses tereknek nincs nyilvánvaló élettani hatása; vannak arra utaló jelek, hogy bizonyos esetekben (talán az elektromágneses sugárzás frekvenciájától vagy modulációjától függően) fellép biológiai hatás, de az ezzel kapcsolatos kutatások ellentmondóak, a hatásmechanizmus pedig nem ismert.
Számos kutatás találta azt, hogy a nagyfeszültségű elektromos távvezetékektől néhány száz méterre élő családokban kis mértékben emelkedett a gyermekkori leukémia valószínűsége; a hatást állatkísérletekben nem sikerült ellenőrizni. Tartós behatás esetén viszont felléphet alvászavar, ingerlékenység,szív- és érrendszert érintő betegség, meddőség. 
A lakosság kb. 2 százaléka szenved túlzott elektromágneses érzékenységtől (Wifi). 
Egy kutatás azt találta, hogy a nagyon aktív mobiltelefon-használóknál (átlagosan napi fél óra feletti használat) nagyobb a glióma (agydaganat) kialakulásának valószínűsége; metodológiai problémák miatt azonban az okozati kapcsolat bizonytalan. Ez alapján az elektromágneses tereket az IARC a lehetséges, hogy rákkeltő kategóriába sorolja (ide tartoznak például a savanyúságok és a kávé).
Az Örebrói Egyetemi Kórház kutatása szerint a mobiltelefont használók közül a fiatalabbak vannak nagyobb veszélynek kitéve, mivel kisebb agyi térfogatuk és még nem teljesen kifejlett koponyacsontjuk miatt agyukat nagyobb mennyiségű sugárzás éri a mobiltelefonok használata közben, mint idősebb embertársaik agyát.
A tartós behatás területe jellegzetesen a fekvőhely, alvóhely, amelynek közelében éjszakára minden elektromos készüléket célszerű kikapcsolni, távolabb tenni. A mobiltelefon használatához célszerű a fejhallgató, fülhallgató használata, és a készülék távolabb helyezése.

## Árnyékolás fém vagy fém tartalmú textíliával
Annak érdekében, hogy az elektroszmog hatása ellen megvédjék az emberi szervezetet, a textilipar speciális (fémhuzalokból vagy fémszál-tartalmú fonalakból szövött, kötött vagy fonatolt) kelmeszerkezeteket fejlesztett ki, amelyek árnyékoló hatást fejtenek ki. Ezek működése a Faraday-kalitka elvén alapul, amely szerint egy teljes mértékben elektromos vezető anyagból készült burkolat belsejébe nem hatol be a gyorsan változó elektromágneses sugárzás. Az ilyen árnyékoló kelme anyaga vékony fémhuzal, fémmel bevont, vagy fémszálakat is tartalmazó – egyébként nem vezetőképes anyagú – fonal. Az ilyen burkolat árnyékoló képessége attól függ, hogy mennyire vezetőképes a burkolat anyaga, és hogy vannak-e rajta nyílások, ill. azok mekkorák a sugárzás hullámhosszához képest. A 800–3000 MHz tartományba eső sugárzások hullámhossza 10–37,5 cm közé esik. Egy ilyen sugárzás ellen védő árnyékoló burkolat akkor hatásos, ha rajta 1 cm-nél jóval kisebbek a nyílások.
Az árnyékoló képességet azzal a viszonyszámmal jellemezzük, ami a sugárzásnak az adott pontban árnyékoló burkolat nélkül, ill. az árnyékoló burkolat alatt mért teljesítménysűrűségének hányadosából számítható. Ennek a hányadosnak a logaritmusát általában 10-zel szorozva a decibelben (dB) megadott ún. csillapítást kapjuk. Ha az árnyékolás teljesen hatástalan, akkor a két teljesítménysűrűség megegyezik, hányadosuk 1, aminek logaritmusa 0, ennek 10-szerese is 0, vagyis nincs csillapítás. Ha a teljesítménysűrűségek hányadosa 100-ra adódik (vagyis az árnyékoló burkolat a sugárzásnak csak 1/100 részét engedi át), ennek logaritmusa 2, az árnyékoló képesség (csillapítás) eszerint 2·10 = 20 dB. A gyakorlatban akkor tartjuk megfelelőnek az árnyékoló képességet, ha az így számított csillapítás értéke eléri a 30 dB-t, vagyis az árnyékoló burkolat a sugárzás teljesítménysűrűségének csak 1/1000 részét, 0,1%-át engedi át.
Nagyon fontos, hogy a kelmében előforduló nyílások minél kisebbek legyenek. Kísérleteket folytattak olyan szövetekkel, amiket mind lánc, mind vetülék irányban olyan Nm 50 finomságú fonalból készítettek, ami pamuttal körülburkolt ezüsthuzalból állt. Ha a szövetszerkezetet úgy állították be, hogy a fonalak között 2 mm távolság volt, akkor ennek a szövetnek a csillapítása 20–25 dB-re adódott, míg ha a fonalak távolságát 0,5 mm-re csökkentették, akkor ez 40–45 dB-re emelkedett, ami azt jelenti, hogy az árnyékoló képesség jelentősen megnövekedett.
Ezek a sugárzások ún. polarizált sugárzások, azaz – leegyszerűsítve – a rezgések hullámmozgása meghatározott síkban megy végbe. Ezért nem mindegy, hogy az útjukba tett fémrács milyen irányú. A mérések azt mutatták, hogy ha a sugárzás síkja a szövet láncirányával esett egybe, akkor a láncfonal-sűrűség változtatásának gyakorlatilag nem volt befolyása a csillapításra, a vetüléksűrűség változtatása azonban jelentősen módosította azt. Kötött kelmék esetében a láncrendszerű kelmék váltak be erre a célra, a vetülékrendszerű kelméknél csak gyengébb eredmény várható. Míg szövetek esetében a kötésmódnak gyakorlatilag alig van befolyása az árnyékoló képességre, kötött kelméknél ez lényeges szempont.
Gyakorlatban például a fizikai nem kívánt hatások elkerülésére a vezetékek árnyékolása is használatos (router és készülék között), az egy helyen mérhető Wifi routerek hatása szintén szétválasztást igényel. Az u.n. asztali számítógépek fém doboza szintén árnyékolás. Fizikai biztonsági probléma az internetre bekötött IoT (tárgyak, pl. hűtőszekrény termosztát, radiátor termosztát, stb.) szintén gondos beállítást igényel egymás zavarásának, és a fiziológiai mellékhatások elkerülése érdekében.